# Cité ouvrière

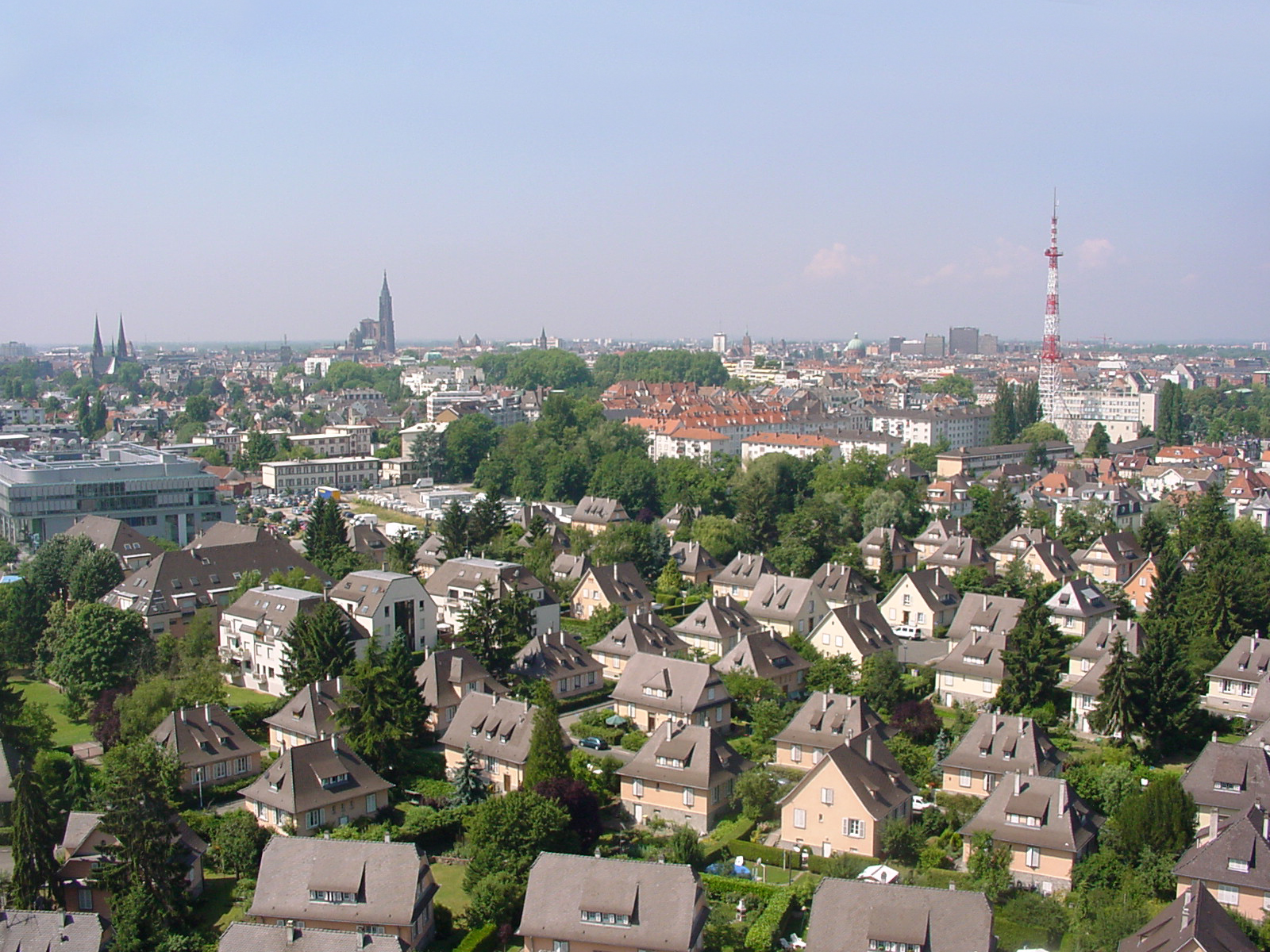
Vue de Strasbourg, la cité Ungemach, cité ouvrière du début du XXe siècle.

Une cité ouvrière est un « ensemble concerté d’habitat ouvrier, généralement mono-familial » selon la définition usitée par les services de l'Inventaire du patrimoine culturel français. Elle constitue, à l’origine, une zone essentiellement résidentielle exclusivement destinée aux ouvriers d’une même usine et à leur famille. Elle peut être accompagnée d’équipements collectifs. Dans la plupart des cas, elle est mise à disposition par le patron de l’usine.

## Origines et sources d’inspiration
La révolution industrielle du XIXe siècle entraîne la concentration de populations souvent étrangères à la région où elles sont contraintes de s'installer. Ces nouvelles populations ouvrières, venues de régions ou de pays éloignés, doivent donc être rapidement logées à proximité de leur lieu de travail. Il faut dire qu’il existe alors un véritable problème de logement auquel doit faire face la France notamment. Un certain nombre de rapports célèbres remontant à la première moitié du XIXe siècle rendent compte des déplorables conditions de vie des ouvriers en France (rapports du Docteur Guépin, du docteur Villermé, d’Auguste Blanqui, de Victor Considerant). Ces rapports sont à l’origine d’une véritable prise de conscience des intellectuels de l’époque comme de certains grands patrons.
Certains capitaines d’industrie mènent en effet une politique « paternaliste » envers leur main-d’œuvre. Il s’agit de prendre en charge chaque instant de la vie de l’ouvrier, pour assurer son bien-être, mais aussi pour mieux le contrôler. Ces patrons sont durablement marqués par les théories de Saint-Simon (1760-1825), qui préconisent une attitude éclairée des nouvelles élites capitalistes. L’idée de Saint-Simon est d’instituer un « nouveau christianisme » dont les fondements seraient la science et l’industrie, et l’objectif la plus grande production possible. Dans un tout autre domaine idéologique, Charles Fourier (1772-1837), un des précurseurs du socialisme, imagine dans son ouvrage Théorie de l’unité universelle, le phalanstère : une organisation d’ouvriers vivant et travaillant en coopérative. D'autres mouvements d'idées inspirent aussi au développement de ces cités, mouvements aussi divers que le catholicisme social et le courant hygiéniste, promus notamment par Adolphe Burggraeve, Frédéric Japy.
Ces théories s’inspirent aussi de projets plus proprement architecturaux développés dès le XVIIIe siècle, et notamment de Claude-Nicolas Ledoux et son projet d'Arc-et-Senans.

## Les premières cités modèles duXIXesiècle
La création de logements pour ouvriers à proximité des usines est une habitude déjà ancienne comme on pouvait en trouver autour des forges ou de filatures de l’Ancien Régime. À l’époque, il s’agit de maintenir sur place une population ouvrière déjà jugée instable. Par exemple, Frédéric Japy est, à Beaucourt, l'un des pionniers de ce paternalisme moderne. Après avoir développé un système de division du travail pour son usine d'ébauches de montres, il décide en effet d'installer ses ouvriers au plus près de leur lieu de travail. Il fait construire une aile de logements attenante à l'usine et les ouvriers mangent le soir à la table du patron. Mais la nouveauté au XIXe siècle, c’est la création de véritables cités ouvrières, sous la forme d'un urbanisme complet avec tous les équipements nécessaires. En effet, les appareils de production industriels se développent considérablement au cours de la période et les industriels emploient une quantité de plus en plus importante de main-d’œuvre. Certains patrons jugent nécessaire de faire bénéficier leurs employés d’équipements modernes aussi bien en termes de sanitaires qu’en termes d’équipements sociaux collectifs : écoles, garderies, centres de loisirs, etc.
Le premier exemple étranger, à partir de 1816, vient de Belgique, autour du complexe industriel de charbonnages du Grand-Hornu. Mais les initiatives les plus célèbres se trouvent en Angleterre, avec la ville de Port Sunlight non loin de Liverpool, fondée par William Lever, fabricant de lessive ou encore la cité-jardin de Bournville proche de Birmingham, construite par l’industriel spécialisé dans le chocolat George Cadbury.

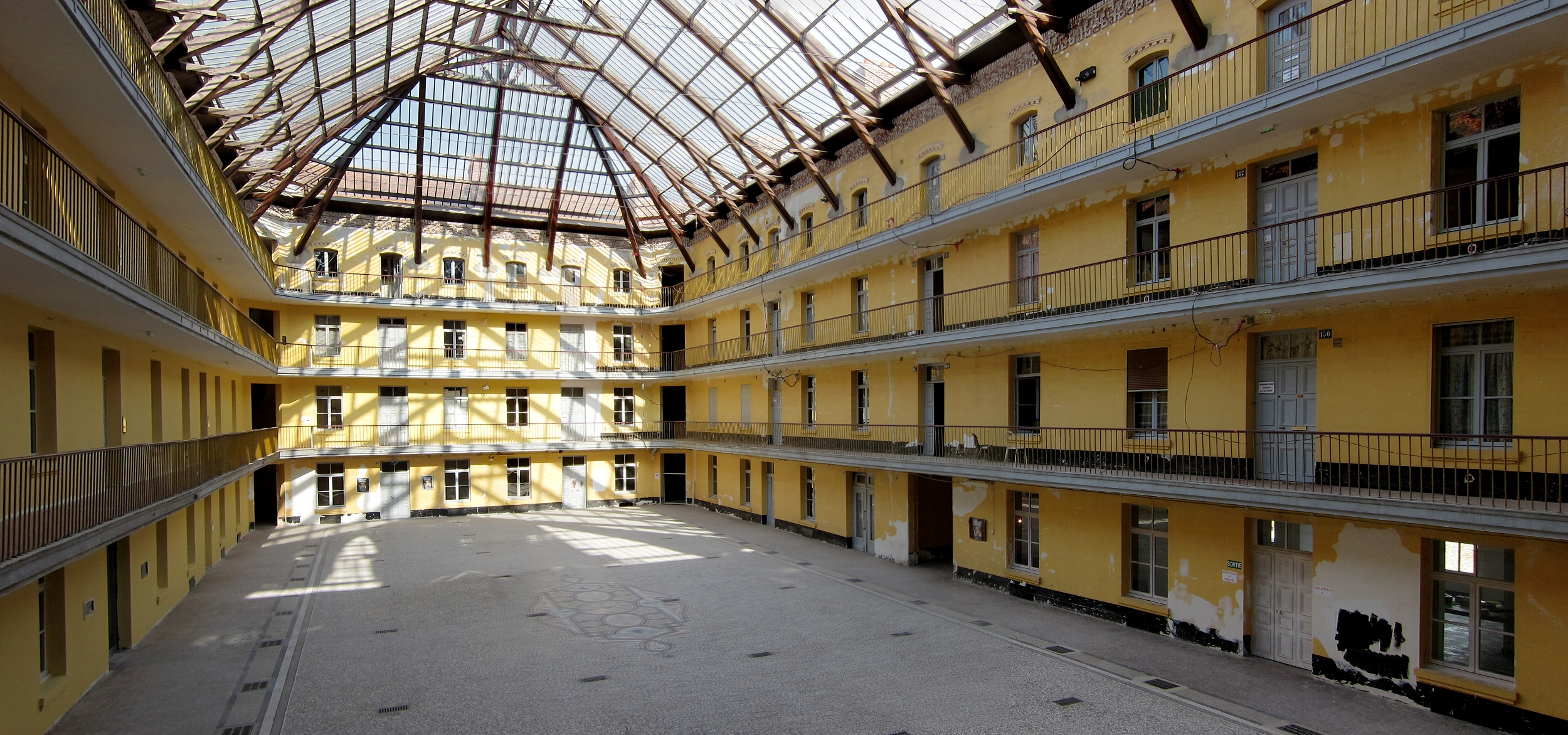
La cour intérieure du pavillon central du Familistère de Guise en cours de réfection en 2010.

Les plus importantes cités ouvrières françaises sont créées par les industriels du textile de Mulhouse, d’origine protestante et d’inspiration humaniste. La première cité y est construite en 1853, en location-vente, c’est-à-dire que les ouvriers deviennent propriétaires à terme de leur logement. Au total, ce sont 1 243 logements ouvriers qui sont construits entre 1854 et 1900 pour les employés des usines des filatures mulhousiennes ainsi que des ouvriers de la Société de construction mécanique Koechlin. Cependant, la création la plus marquante est le Familistère de Guise, dans l’Aisne, appelé aussi « Palais social » mis en place par Jean-Baptiste André Godin entre 1859 et 1870.
Par exceptions, les Cités Napoléon à Paris (1850) et à Lille (1859-1862), celle-ci rebaptisée Cité philanthropique, ne sont pas liées à une entreprise.

## Les utopies patronales et leurs réalités pour l'ouvrier

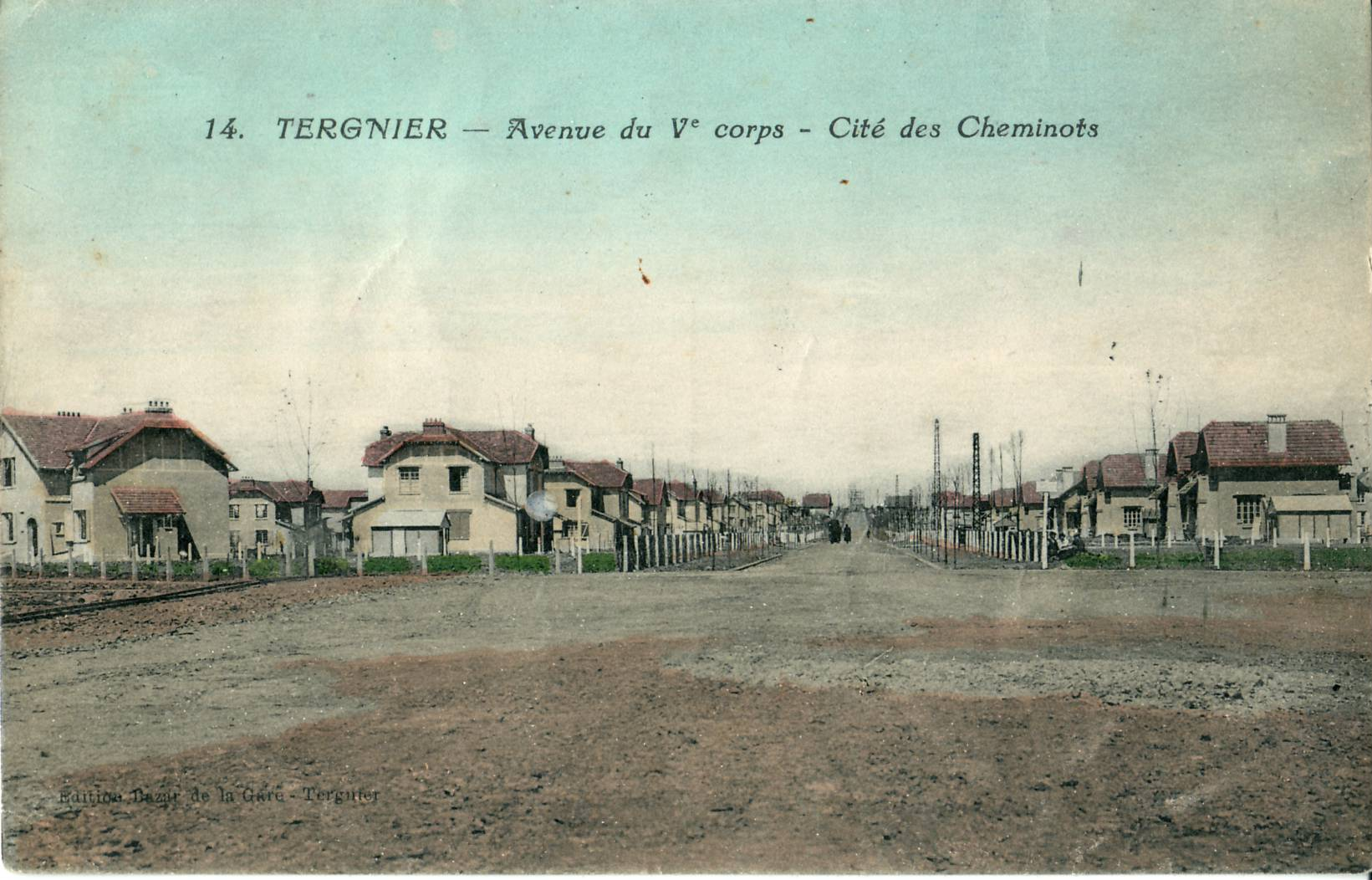
Afin de loger les cheminots, la Compagnie du Nord construisit une importante cité ouvrière à Tergnier, comme souvent autour de ses dépôts.

Créer une cité ouvrière à proximité de son usine n’est pas simplement une œuvre philanthropique. C’est avant tout un calcul de rentabilité du travail. Elle permet en effet de garder à proximité du lieu de production une population réputée très mobile et ainsi de conserver le plus longtemps possible les bénéfices d’une main-d’œuvre généralement très qualifiée. Cette population est attirée par des logements confortables, mais aussi par de nouveaux équipements financés par le patron : dispensaires, cinémas, stades, etc. C’est un moyen de contrôler la vie de l’ouvrier, en orientant totalement sa vie dans et hors de l’usine, du berceau jusqu’à la maison de retraite.
C’est aussi une image de marque pour ces entreprises. Dans un très grand nombre de brochures de réclame, l’action sociale de la société est mise en avant et le fait que celle-ci offre de bonnes conditions de logement et de vie quotidienne à ses employés semble un argument de vente pour de nombreuses entreprises.
Cependant, ces solutions sociales, au-delà de l’affichage publicitaire, restent très ponctuelles et limitées. Dans la majorité de ces exemples, la totalité des ouvriers de l’usine ne bénéficie pas de telles conditions de logements ni de facilités quotidiennes. Cela concerne même parfois uniquement une minorité. Au sein même des employés bénéficiant de ces privilèges, une distinction sociale et géographique est faite entre d’un côté les cadres, ingénieurs ou contremaîtres bénéficiant de logements spacieux, souvent indépendants, et sur de grands terrains et de l’autre les simples ouvriers, logés dans des habitats plus modestes.
Par ailleurs, un tel contrôle social est vu de plus en plus négativement par les classes populaires au cours du XXe siècle. Celles-ci aspirent à la propriété individuelle et à une amélioration de leur condition sociale, au-delà de leurs simples conditions sanitaires. Malgré le contrôle strict des dirigeants patronaux, une telle concentration de populations ouvrières permet, paradoxalement, une meilleure organisation syndicale des ouvriers dans la première moitié du XXe siècle. Ce sont ces mêmes ouvriers qui deviennent souvent les fers de lance des grandes grèves de 1936 en France.
Ce type d’urbanisation, à l’instigation d’un patron, va se prolonger jusque dans les années 1960, car la pénurie de logements sociaux se fera sentir pendant les deux premiers tiers du siècle dernier. C’est donc toujours aux entreprises d’assurer le logement de leurs employés. On trouve ainsi un grand nombre de cités construites par les compagnies de chemin de fer ou d’électricité. Mais bien souvent, ces cités se limitent à l’aménagement de logements, sans les équipements urbains complets que l’on peut trouver dans les exemples de Noisiel.[réf. nécessaire]

## Exemples de cités ouvrières célèbres

### En Europe

#### France

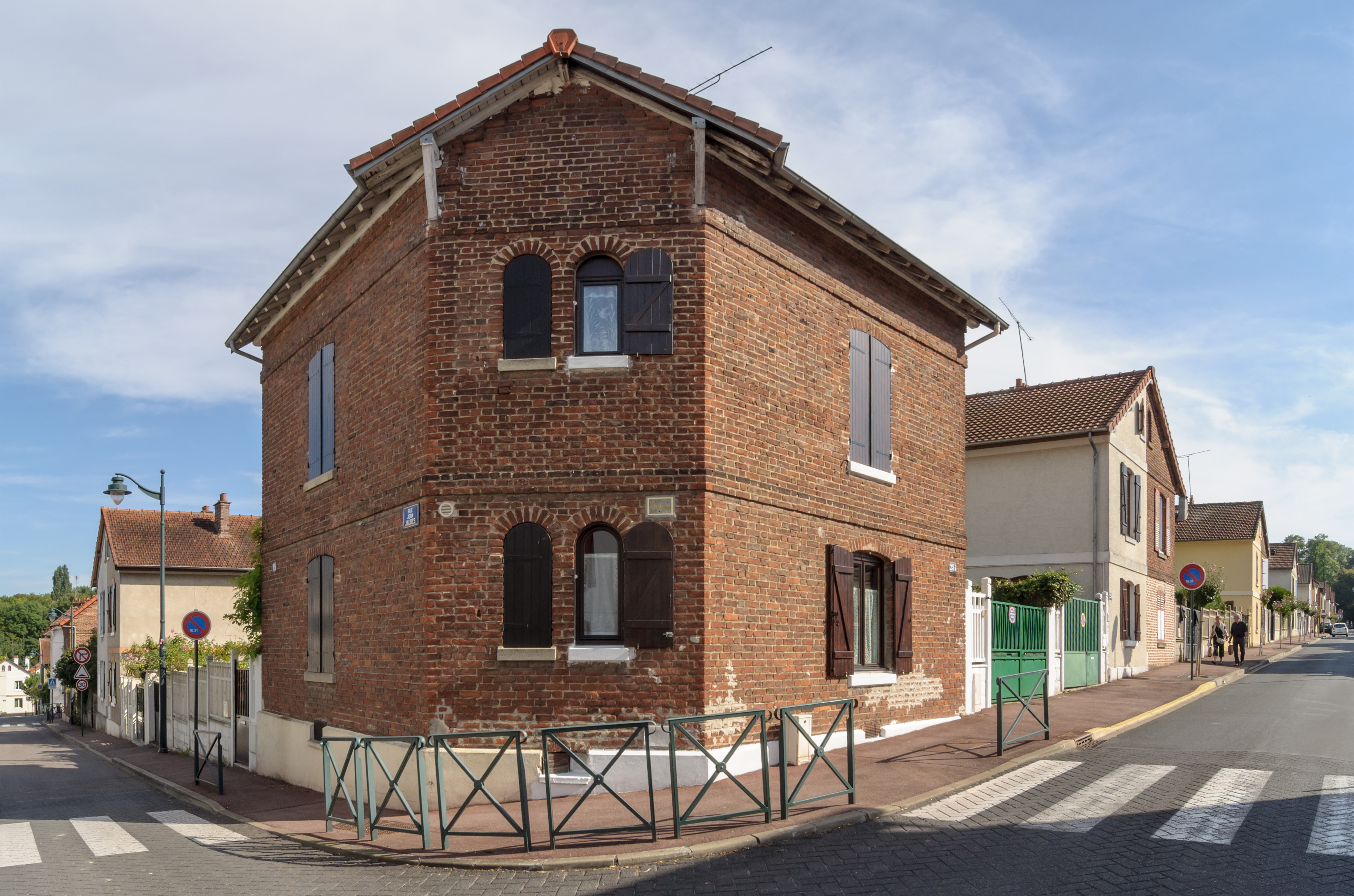
Pavillons dans la cité ouvrière Menier à Noisiel.

- Bataville, véritable ville ouvrière en Moselle était un site de production de chaussures organisé en pleine forêt tel un village avec habitations, commerces, école et même une église. Un des rares exemples de cités ouvrières totalement isolées de toute agglomération[3].
- Cités ouvrières de Mulhouse (Haut-Rhin) : l'une des plus anciennes cités ouvrières de France. Ce cas est un peu spécifique dans le sens où elle n'a pas été réalisée par un patron, mais par un groupe de patrons mulhousiens regroupés au sein de la Société industrielle de Mulhouse (SIM), association philanthropique. Mais l'objectif et le résultat sont les mêmes avec la fixation de la main-d'œuvre ouvrière : 1 240 maisons ouvrières payables par mensualités, à partir de 1862. Un des exemples les plus anciens et les plus imités en France[4].
- Cité Napoléon à Paris (1850)
- Cité Napoléon (1859-1862) rebaptisée Cité philanthropique en 1884 à Lille
- Cité ouvrière Notre-Dame-des-Victoires, cité ouvrière du chantier naval de La Ciotat, construite entre 1855 et 1858
- Familistère de Guise (Aisne) : 500 logements locatifs, construits à partir de 1859 par Jean-Baptiste André Godin, classé Monument historique[5].
- Cités ouvrières Schneider au Creusot (Saône-et-Loire) : exemple des plus aboutis de « ville usine » au service d'un empire industriel[6].
- Cité ouvrière Menier à Noisiel (Seine-et-Marne) : construite par la famille Menier autour de son usine de chocolat avec un très grand nombre d'équipements collectifs, inscrite Monument historique[7].

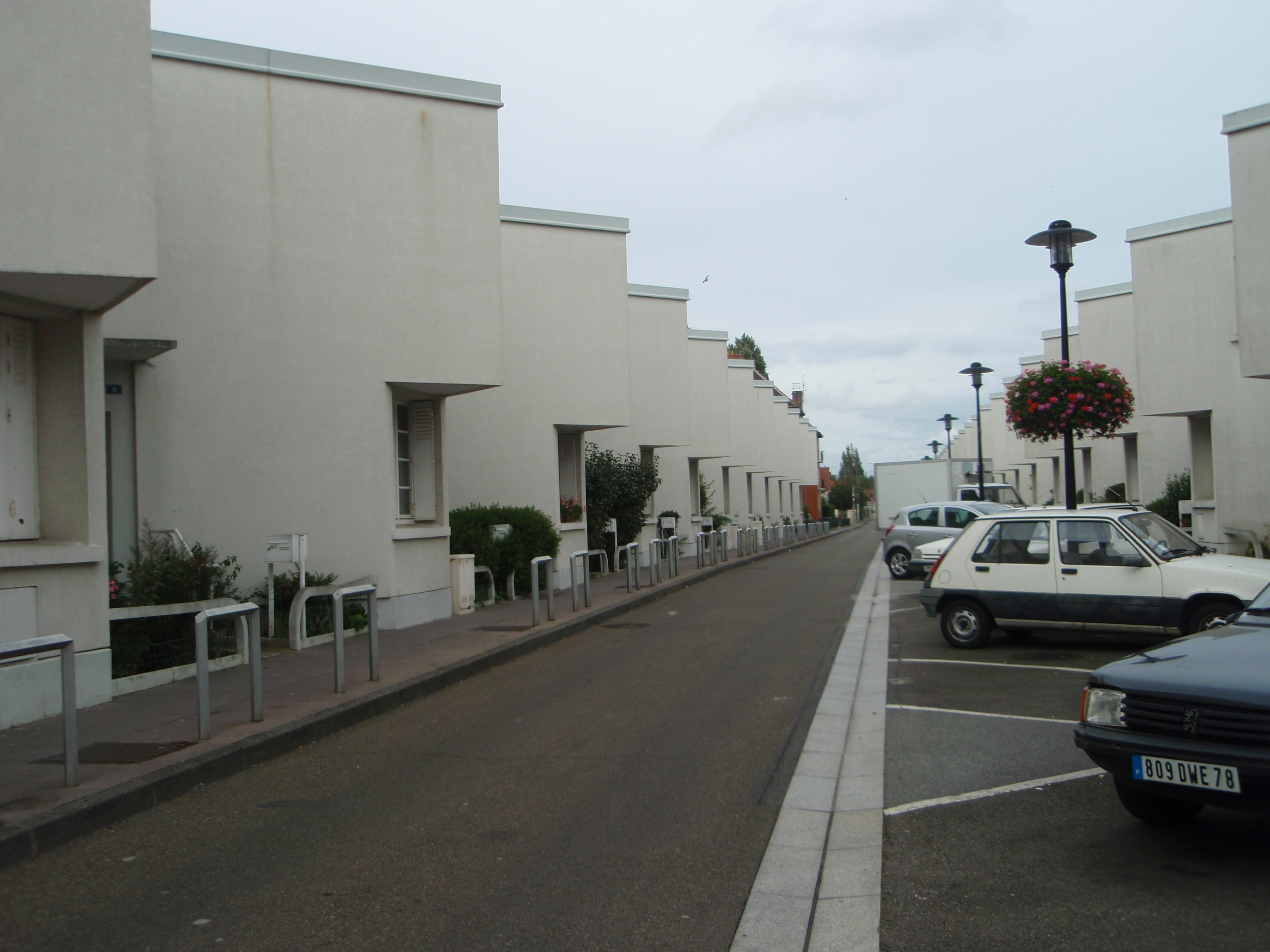
La cité des dents de scie de Trappes dans les Yvelines.

- Cité ouvrière Schneider à Champagne-sur-Seine (Seine-et-Marne) : un des rares exemples de cités ouvrières du début du XXe siècle en logements collectifs[8].
- Villeneuvette (Hérault) : manufacture de laine datant du XVIIIe siècle incluant des logements d'ouvriers-tisserands, ayant fonctionné jusque dans les années 1960. Rare site en France ayant eu un fonctionnement continu sur trois siècles[9].
- Les Dents de Scie à Trappes (Yvelines), construite pour la Compagnie des chemins de fer de l'État pour ses cheminots dans les années 1930, conçue par Henry Gutton (architecte et ingénieur) et son fils André Gutton (architecte), réhabilitée en 1995 par l'architecte Antoine Grumbach. À la destruction envisagée initialement, une réhabilitation eut lieu grâce à la mobilisation des habitants et de la commune.
- La Cité de La Bombe à Bordeaux a été édifiée dans le cadre du plan du groupe Georges Picot d'habitations à bon marché pour les cheminots de la Compagnie des Chemins de fer du Midi.
- La Cité Jeanne-d'Arc, construite entre 1869 et 1872, dans le 13e arrondissement de Paris.
- La Cité Doré, construite à partir de 1848, et la cité des Kroumirs dans le 13e arrondissement de Paris.

#### Allemagne
- Le Margarethenhöhe, à Essen (Rhénanie-du-Nord-Westphalie) : cité-jardin construite par la famille Krupp entre 1909 et 1938 pour le logement des ouvriers de la firme Krupp AG.

#### Belgique
- Le Grand-Hornu (Province de Hainaut) : sans doute la première cité ouvrière de la Révolution industrielle, inscrite en 2012 à la Liste du patrimoine mondial de l'UNESCO.
- Bois-du-Luc, à Houdeng-Gœgnies (La Louvière, Province de Hainaut) : cité construite à proximité des mines de charbon entre 1838 et 1853, inscrite en 2012 à la Liste du patrimoine mondial de l'UNESCO.

#### Espagne
- Colònia Güell, à Santa Coloma de Cervelló (Catalogne), dont la crypte de la chapelle a été réalisée par Antoni Gaudí[10].

#### Italie
- Crespi d'Adda (Lombardie) : village ouvrier construit par la famille Crespi autour de sa filature de coton, inscrit sur la liste du patrimoine mondial de l'UNESCO.
- San Leucio, à Caserte (Campanie) : manufacture royale de soie avec quartier d'habitation datant du XVIIIe siècle, inscrite sur la liste du patrimoine mondial de l'UNESCO avec le Palais de Caserte.

#### République tchèque
- Zlín, en Moravie : ville de l'entreprise Bata, presque entièrement construite à l'initiative du patron de l'entreprise Tomáš Baťa, des années 1900 aux années 1930.

#### Royaume-Uni
- New Lanark (Écosse) : cité ouvrière fondée autour de filatures de coton développées par Robert Owen, de nos jours inscrite à la Liste du patrimoine mondial de l'UNESCO.
- Saltaire (West Yorkshire) : ensemble de cités ouvrières d'époque victorienne autour de filatures, située à Bradford, inscrite à la Liste du patrimoine mondial de l'UNESCO.
- Port Sunlight, ville modèle fondée par William Lever, magnat de la lessive, près de Liverpool[11]
- Bournville, fondée par George Cadbury (Cadbury), près de Birmingham pour les ouvriers travaillant dans sa chocolaterie.

#### Russie

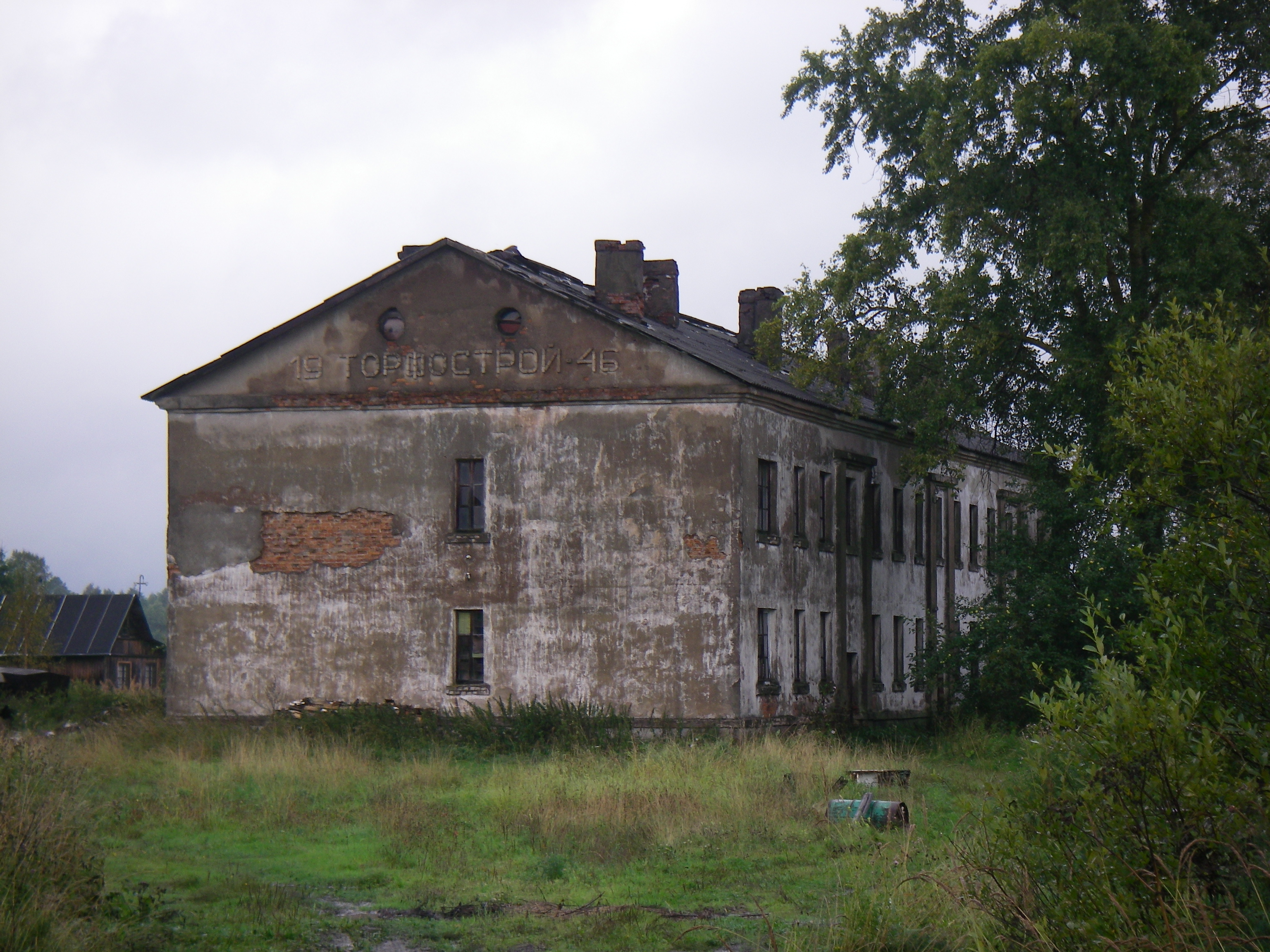
La cité ouvrière n° 5 située au Sud du village de Nazia à proximité du lac Ladoga accessible par 4x4 après avoir parcouru 16 km de piste défoncée.

- Cités ouvrières des tourbières de Nazia
- Cité ouvrière Proletarka

#### Suisse
- Cité Martini (La Tène - Neuchâtel)
- Cité Suchard (Serrières - Neuchâtel)

### En Amérique du Nord

#### États-Unis
- Cité ouvrière Pullman

### En Amérique du Sud

#### Brésil
- Fordlândia

## Retour des logements d'entreprise?
Selon Catherine Sabbah, déléguée générale de l'Institut des hautes études pour l'action dans le logement ou Idheal (2024), le « 1% logement » apparu en 1953 (participation des employeurs à l’effort de construction ou Peec, tombé depuis à 0,45 %), que les entreprises ayant plus de 50 salariés doivent verser à Action Logement pour « mutualiser » l'accès au logement, a permis de supprimer, hormis dans quelques cas de logements de fonction, le lien de subordination de l'employé à l'employeur. Mais selon une enquête commandée par la CPME (2023) : 20 % des patrons de PME disent peiner à recruter en raison de manque de logements proches pour les candidats. Face à cette crise du logement, devenue l'un des freins à l'embauche dans certaines territoires en développement et pour certaines entreprises, des initiatives émergent qui font craindre un retour de ce « lien de subordination », proche de celui qui existait aux temps du fermage puis du paternalisme industriel. Le télétravail n'est généralement pas adapté au cas des métiers d'ouvriers (il ne concerne que 30 % des métiers et pas ou très peu ceux considérés comme « essentiels »).

## Pour approfondir